# 寺前隆
寺前 隆（てらまえ たかし）は、日本の弁護士。第一東京弁護士会会長、日本弁護士連合会副会長、国立大学法人東京外国語大学監事。

## 人物・経歴
1978年九州大学法学部卒業。1982年旧司法試験合格。1985年第一東京弁護士会弁護士登録。2009年東京地方裁判所鑑定委員。2010年東京地方裁判所調停協会副幹事長、国立大学法人東京外国語大学監事。2012年第一東京弁護士会副会長。2013年第一東京弁護士会多摩支部長。2014年東京三弁護士会多摩支部連絡協議会議長。2017年東京民事調停協会連合会監事。2018年日本弁護士連合会常務理事。寺前総合法律事務所開設。2020年第一東京弁護士会会長、日本弁護士連合会副会長。2021年日本弁護士政治連盟副理事長。

## 著書
- 『企業再編に伴う労働契約等の承継』中央経済社 2007年
- 『使用者側弁護士からみた標準中小企業のモデル就業規則策定マニュアル』（共著）日本法令 2015年